# Ahmad Teküder
 (décembre 2011).
Si vous disposez d'ouvrages ou d'articles de référence ou si vous connaissez des sites web de qualité traitant du thème abordé ici, merci de compléter l'article en donnant les références utiles à sa vérifiabilité et en les liant à la section « Notes et références ».

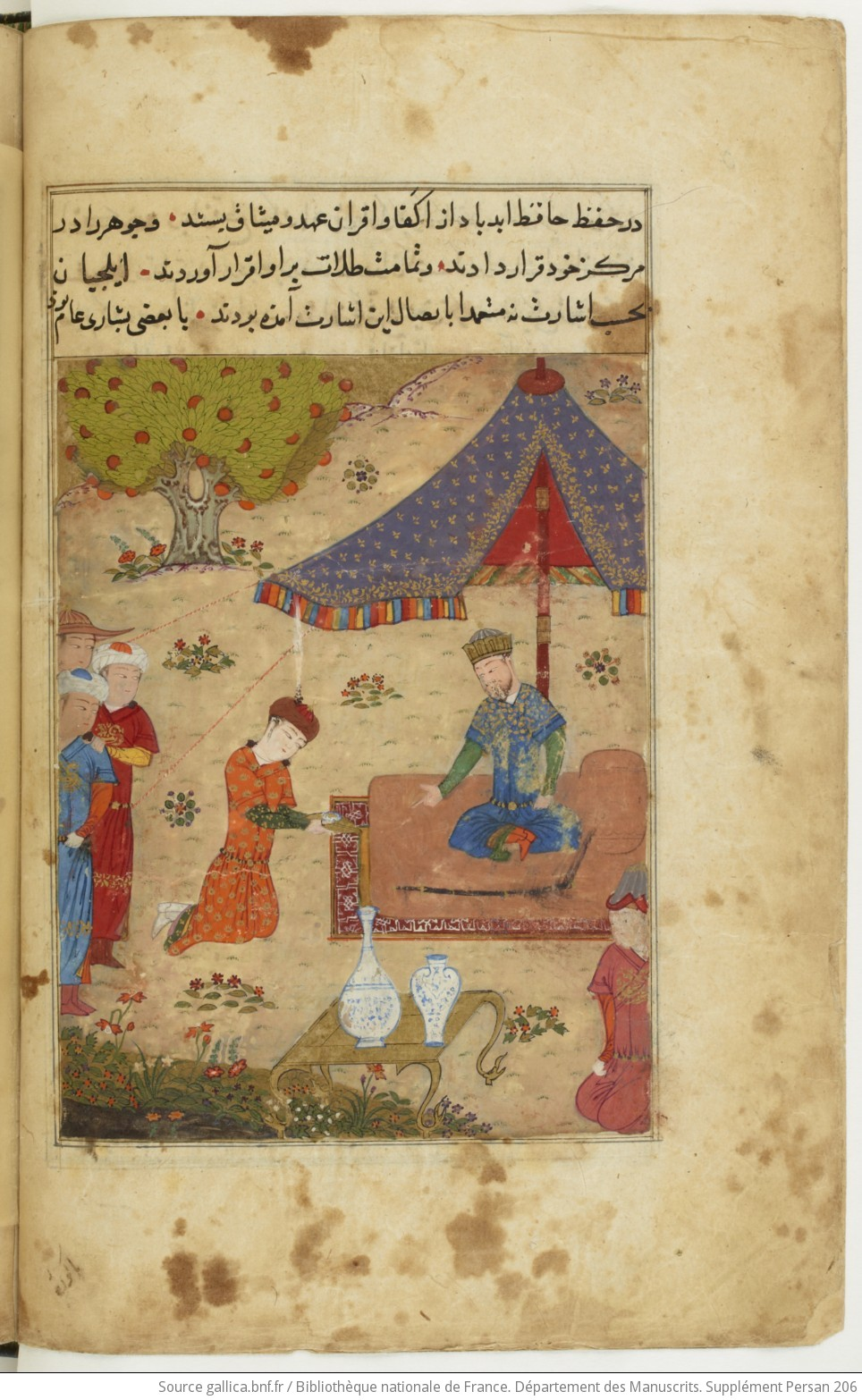
Ahmad Teküder

Ahmad Teküder ou Teküder ou Tagudar (du mongol médiéval tegüder : « parfait », mongol cyrillique : Ахмед Тэкүдэр (Akhmyed Teküder)), mort en 1284, prince mongol, arrière-petit-fils de Gengis Khan, est le troisième ilkhan de Perse de 1282 à sa mort. Il fait partie de la dynastie des Houlagides et est le premier à se convertir à l'islam.

## Biographie
Teküder est un des fils d'Houlagou Khan, fils de Tolui, fils de Gengis Khan.
Il avait été baptisé dans son enfance selon le rite nestorien. S'étant converti à l’islam et ayant pris le nom musulman d’Ahmad, il succède en 1282 à son frère Abaqa comme ilkhan de Perse, tandis que règne en Chine le Grand Khan des Mongols, Kubilai, fondateur de la dynastie Yuan. La Perse est alors un Khanat de empire mongol, encore nettement inféodé à Kubilai.
Teküder envoie des ambassadeurs au sultan mamelouk d’Égypte pour lui faire des propositions de paix,, mais les Mamelouks font emprisonner son envoyé. Des chefs du parti mongol conservateur, animistes ou bouddhistes ou chrétiens nestoriens, protestent auprès de Kubilai Khan, craignant que Teküder ne détache la Perse de l’empire mongol.
Le fils d’Abaqa, Arghoun, gouverneur du Khorasan, revendiquant la succession, affronte l'armée d'Ahmad Teküder près de Qazvin et, quoique initialement victorieux, est obligé de se livrer à Teküder qui le fait emprisonner (4 mai 1284).
Cependant, après un coup d'État et la prise du pouvoir par le parti mongol conservateur rallié à Arghoun, celui-ci donne l'ordre d'exécuter Teküder le 10 août 1284, après qu'il eut tenté de s'enfuir en Égypte.